# Кіялинський сільський округ
Кіяли́нський сільський округ (каз. Қиялы ауылдық округі, рос. Киялинский сельский округ) — адміністративна одиниця у складі Аккайинського району Північноказахстанської області Казахстану. Адміністративний центр — село Кіяли.
Населення — 1849 осіб (2021; 2490 у 2009, 3702 у 1999, 5302 у 1989).
Станом на 1989 рік існувала Кіялинська сільська рада (села Бариколь, Гагаріно, Земледільчеське, Кіяли, Кучковка, селище Шагала). Село Земледільчеське було ліквідоване 2008 року.

## Склад
До складу округу входять такі населені пункти:
| Населений пункт          | Старі назви | Населення, осіб (1989) | Населення, осіб (1999) | Населення, осіб (2009) | Населення, осіб (2021) |
| ------------------------ | ----------- | ---------------------- | ---------------------- | ---------------------- | ---------------------- |
| Бариколь, село           | -           | 266                    | 242                    | 131                    | 53                     |
| Гагаріно, село           | -           | 226                    | 65                     | -                      |                        |
| Земледільчеське, село    | -           | 246                    | 156                    | -                      | -                      |
| Кіяли, село              | -           | 4274                   | 3227                   | 2214                   | 1705                   |
| Кучковка, село           | -           | 283                    | 233                    | 145                    | 91                     |
| Шагала, станційне селище | -           | 7                      | -                      | -                      | -                      |